# Stamlijn Deventer
De stamlijn Deventer vormde een tiental industrieaansluitingen in het havengebied van Deventer.

## Geschiedenis
De lijn werd geopend met een passagierstrein vol hoogwaardigheidsbekleders op 24 februari 1925. Het was de enige stamlijn in Nederland die eigendom was van een gemeente. De oorspronkelijke lijn liep over de Meester H.F. de Boerlaan naar het Pothoofd. Na de bouw van de Prins Bernhardsluis in 1951 volgde de lijn een meer oostelijk tracé en passeerde de Nieuwe Haven bij de Hanzeweg. Tegelijkertijd nam het spoorvervoer toe omdat het peil in de haven nu niet meer afhankelijk was van de waterstand in de IJssel. De overslag van goederen werd daarmee vergemakkelijkt. 
Er is rails aanwezig geweest in/op/naast: Handelskade, Snipperlingsdijk, Mr. H.F. de Boerlaan, Pothoofd, Havenbrug, boven en onder de Zutphense weg, Industrieweg, Sint Olafstraat, Kamperstraat, Hanzeweg, Hanzebrug, Duurstedeweg, Dordrechtweg. 
De treinen reden 'gewoon' op straat door een deel van de Mr.H.F. de Boerlaan, in de Sint Olafstraat, op de Hanzeweg ('ventweg'), op de (oude) Havenbrug en de (oude) Hanzebrug.(Die hadden maar één rijbaan)
In 1964 had het netwerk zijn grootste omvang; de verst gelegen oorden waren:
- het einde van de Dordrechtweg boven het Basiskanaal;
- onder het Basiskanaal tot iets voorbij de Dordrechtweg;
- onder de Zutphenseweg tot het einde van de Teugseweg;
- aan het andere eind van de Zutphenseweg tot op het Hartenaasje. Hiervandaan was er een diagonaal spoor door de tuin van de directeur van de gasfabriek. Die tuin is er nog, zonder rails.

Ongeveer midden op de Hanzeweg was er ook nog een kort dwars kruisend spoor, en een diagonaal spoor. Beide staken de weg over.
In 1977 was alles onder de Zutphenseweg weg, maar er boven was er nog wel een spoor tussen Hanzebrug en nummer 39, in het plantsoen, om achteruit het spoor op de kade te bereiken. 
In 1972 werd de korte lijn in de Kamperstraat verlengd tot voorbij de Schonenvaarderstraat, alwaar een afval-overslag van de VAM kwam. Ook in dat jaar kregen de treinen unieke verkeerslichten, met een rode en groene stoomlocomotief. Boven het deel waar de trein op straat reed kwamen unieke rijbaansignaleringslichten. (Rood kruis en groene pijl) Tussen de rails lag een rooster dat zorgde dat de lichten op groen gingen voor de trein. Tot het einde hebben deze lichten dienst gedaan.
Na 1992 was de VAM de laatste vervoerder op de spoorlijn. Nadat in 2003 de laatste vuiltrein reed en de spoorlijn niet meer paste in de herontwikkeling van het havengebied werd deze opgebroken. Daarmee verdween de laatste trein in Nederland die op een drukke doorgaande weg links tegen het autoverkeer in reed. Overigens gebeurde dat daar pas sinds 1972. Iets dergelijks bestaat nog wel in Dordrecht, maar daar gaat het om een 'rustige' doodlopende weg. In de meeste landen is een trein op straat zeldzaam (geworden) of verdwenen, maar in de Verenigde Staten (goederen) is het nog veel voorkomend; en in Zwitserland met personentreinen.
Er hebben ook wel eens personentreinen gereden, zoals "De Kameel". Daar zijn foto's van. Filmopnames van zulke treinen en van de VAM-trein zijn er bijna niet, maar wat er is, is op YouTube te zien. Daarnaast waren er in 2000 al afscheidsritten, met zowel een diesellocomotief als een stoomlocomotief. 
Het was niet de enige rails in Deventer, want tussen 1885 en 1948 waren er ook stoomtrams. Toen de stamlijn aangelegd werd ontstonden er kruisingen aan beide kanten van de Havenbrug. Het tramspoor ging ook door het eerste deel van de Mr.HF. de Boerlaan, en lag dus naast het treinspoor. Ook reden de trams over de Havenbrug. Er was geen ruimte voor twee sporen naast elkaar, dus lagen de sporen in elkaar. Er waren vier spoorbreedtes in Deventer. Bij het Pothoofd waren vele tram & treinsporen en bedrijven. Het tramstation aan de Zutphenselaan is het enige overblijfsel van die bedrijvigheid. Het is nu een buurthuis.

## Restanten
Dankzij particulier initiatief is op de hoek van de Industrieweg en de Hanzeweg stuk rails behouden, waarop later Sik 297 geplaatst is. Verder ligt in de Bergpoortstraat de rails nog op de originele plek. Aan het begin is er een draaischijf geweest. Bij het begin van de lijn is ook een deel blijven liggen als aandenken. De bocht aan het begin van de Industrieweg is nog herkenbaar. Het wegdek op de Hanzeweg doet denken aan het dubbelspoor dat daar was. De woningen waar de trein diagonaal door de tuin reed zijn er nog, maar er is niets bijzonders meer te zien. (Zutphenseweg 2 en 4).

### Bron
Arno Dijkhof, Deventer Industriespoor, stichting industrieel erfgoed Deventer, 2015.